# A Spark Story
A Spark Story (prt: SparkShorts: Nos Bastidores; bra: Spark Story: Tudo Começa com uma Ideia) é um documentário americano de 2021 dirigido por Jason Sterman e Leanne Dare. Com foco nos diretores de SparkShorts, Aphton Corbin e Louis Gonzales, o filme é uma co-produção entre a Pixar e a Supper Club, e marca o primeiro projeto totalmente live-action da primeira. O filme foi lançado em 24 de setembro de 2021, no Disney+.

## Sinopse
O filme centra-se nos diretores de SparkShorts, Aphton Corbin e Louis Gonzales, enquanto trabalham para trazer seus projetos Twenty Something e Nona para a tela.

## Elenco
- Aphton Corbin como ela mesma
- Louis Gonzales como ele mesmo
- Pete Docter como ele mesmo[4]

## Desenvolvimento
Em 29 de janeiro de 2020, a The Walt Disney Company anunciou que uma série documental sem título com foco na série SparkShorts estava em desenvolvimento para o Disney+. A série, que fornece "uma visão imersiva da próxima geração de cineastas da Pixar", foi produzida por Brian McGinn, Jason Sterman e David Gelb. Em 21 de julho de 2021, foi relatado que o projeto estava sendo redesenvolvido como um longa-metragem sob o nome A Spark Story, com McGinn, Sterman e Gelb como produtores. Sterman também dirigiu o filme ao lado de Leanne Dare. A Pixar produziu o projeto ao lado da Supper Club.

## Lançamento
A Spark Story foi lançado em 24 de setembro de 2021 como um filme exclusivo do Disney+.

## Recepção crítica
Meredith Woerner, da Variety, afirmou que o documentário consegue atrair a atenção dos talentosos funcionários da Pixar e suas histórias, permitindo que o público conheça melhor sua jornada como criadores. Tony Betti, do The Laughing Place, deu ao filme uma crítica positiva, dizendo que "às vezes, a natureza cinematográfica dominou o conteúdo real. Câmeras dramáticas dos diretores pensando enquanto estão sentados em uma mesa, em uma sala de projeção ou mesmo em sua própria casa enquanto preparamos o café da manhã quase tiram a credibilidade do assunto em questão. Dito isso, as mesmas cenas dramáticas do campus da Pixar são um destaque, especialmente para os fãs, que de outra forma não têm permissão para se aproximar desses prédios." Sabrina McFarland, da Common Sense Media, classificou o filme com 4 de 5 estrelas, elogiou as mensagens positivas e os modelos, afirmando que o filme promove perseverança, dedicação e ambição, enquanto elogia o filme por sua representação da diversidade.